# Nationaal Landschap Arkemheen-Eemland
Nationaal Landschap Arkemheen-Eemland is een van de twintig Nationaal Landschappen in Nederland. Het ligt op de grens van de Nederlandse provincies Utrecht en Gelderland. Het is een zeer open veenweidegebied met een oud verkavelingspatroon. Het is in 2004 aangewezen als Nationaal Landschap en heeft een omvang van 12.154 ha.

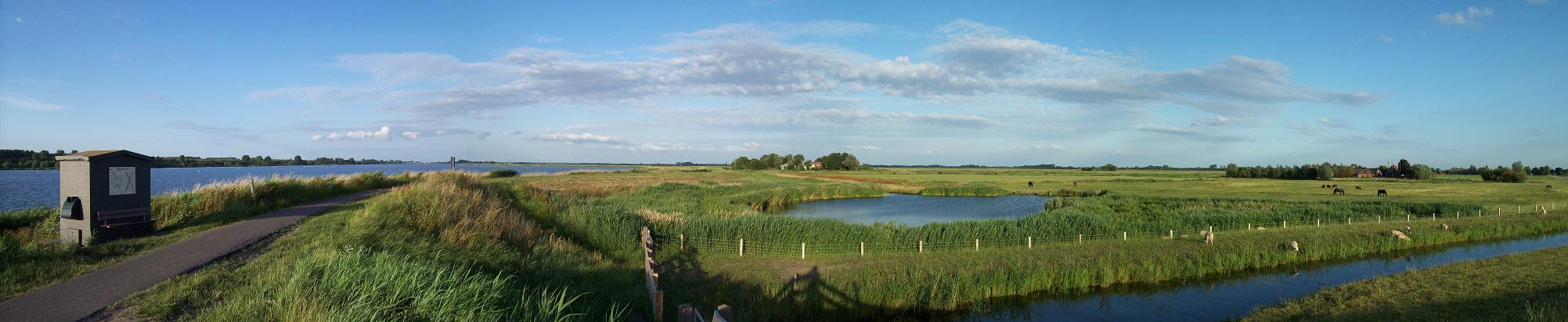
Arkemheenpolder bij Nijkerk

## Nationaal Landschap
Arkemheen-Eemland is in 2004 aangewezen als Nationaal Landschap. Dat gebeurde in de Nota Ruimte van het Ministerie van VROM. Als kernkwaliteiten van het gebied werden genoemd:
- de extreme openheid;
- de slagenverkaveling;
- het veenweidekarakter.

Verder werd in de nota over het gebied gezegd: “Dit extreem open veenontginningslandschap wordt gekenmerkt door het ontbreken van vrijwel elke bebouwing en opgaande begroeiing,  historische binnendijken en een klassieke slagenverkaveling.”

## Ligging
Het Nationale Landschap Arkemheen-Eemland ligt deels in de provincie Utrecht (Eemland) en deels in de provincie Gelderland (Arkemheen), en zelfs voor een heel klein stukje in Noord-Holland. Het ligt op het grondgebied de gemeenten Blaricum, Eemnes, Bunschoten, Baarn, Soest, Nijkerk en Putten. 
Aan de noordzijde wordt het Landschap begrensd door de randmeren. Van oost via zuid naar west wordt het omsloten door de verstedelijkte zones van Nijkerk, Amersfoort, Soest, Baarn, Hilversum, Blaricum en Huizen.
Aan de westkant loopt de A27, in het zuiden de A1 en in het oosten de A28.

## Landschap
Het gebied toont de sporen van een stapsgewijze ontginning die startte in de 13e eeuw. Behalve de lange verkavelingslinten zijn het de verschillende dijken, kaden en wielen die de ontginning illustreren en de invloed van de voormalige Zuiderzee. De Eem doorkruist het gebied. Overal vinden we dikke veenpakketten. Uniek is de zeer grote openheid van het gebied, waarin bosjes en lijnvormige beplanting vrijwel ontbreken.
Een opvallend element is het Stoomgemaal Arkemheen dat als enige in Nederland is uitgerust met twee buitenschepraderen. Bijzonder zijn  verder de rechte sloten bij het gehucht Holk, die als het aan de hertog van Gelre had gelegen in de 16de eeuw een kanaal waren geworden.
Het haventje van Spakenburg toont het vissersverleden van dit dorp. Restanten van middeleeuwse versterkingen vinden we in Bunschoten.

## Gebruik
Het gebied bestaat vrijwel geheel uit weiland. Arkemheen is beschermd Natura200 gebied.

## Bestuur
Voor het Nationaal Landschap is een Bestuurlijk Platform ingesteld. Hierin nemen deel de gemeenten Amersfoort, Baarn, Blaricum, Bunschoten, Eemnes, Nijkerk, Putten, Soest,  het Waterschap Vallei en Veluwe, LTO-noord, de agrarische natuurvereniging Ark- en Eemlandschap, de gezamenlijke terreinbeherende natuurbeschermingsorganisaties (Staatsbosbeheer en  Vereniging Natuurmonumenten), Stichting Biotoopverbetering Agrarisch Overleg, de overige natuur- en milieuorganisaties (Landschapsbeheer Gelderland, Landschapsbeheer Utrecht, de Gelderse Milieufederatie en de Natuur en Milieufederatie Utrecht), Utrecht Toerisme en Recreatie, en namens de gebiedspartijen, de Stichting Vernieuwing Gelderse Vallei.